# Sophus Williams

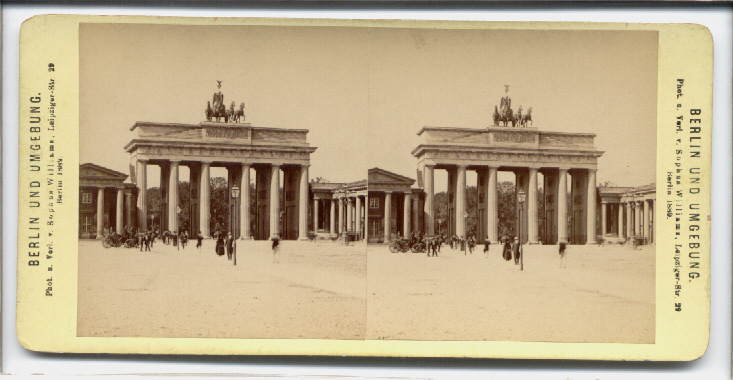
Stereoskopische Fotografie von Sophus Williams

Sophus Williams, eigentlich Sophus Vilhelm Schou (* 5. Juli 1835 in Kopenhagen; † 18. Oktober 1900 in Grabow), war ein deutscher Fotograf und Verleger dänischer Herkunft.
Sophus Vilhelm Schou war ein Sohn von Jørgen Christian Schou und Frederikke Christine Schwalbe. Er ging 1859 nach London und kam zu einem unbekannten Zeitpunkt nach Berlin, wo er sich als Engländer ausgab. Er war verheiratet mit Agnes Klitz (1843–1911).

## E. Linde & Co.
Im März 1868 übernahm Sophus Williams mit dem Kaufmann Rudolph Gustav Leonhard Reinhold Knaak die Handelsfirma „E. Linde & Co.“ des Kunsthändlers Emanuel Linde in der Leipziger Straße 31/32.
Sophus Williams verlegte viele Fotografien, u. a. auch die des Fotografen und Verlegers J.[ohann] F.[riedrich] Stiehm (1826–1902). Beide waren Mitglieder im Berliner photographischen Verein. Im Jahr 1873 beteiligte das Unternehmen an der Weltausstellung in Wien.
Bekannt wurde der Verlag von Sophus Williams durch seine Bilder von Sehenswürdigkeiten in unterschiedlichen Formaten, darunter stereoskopische Bilder, Carte de Visite und Kabinettformat sowie Leporellos. Er entwickelte dabei z. T. recht umfangreiche Serien. Bekannt sind u. a.:
- Bayreuth und Umgebung
- Berlin und Umgebung
- Breslau und Umgebung
- Cassel und Umgebung
- Halle und Umgebung
- Hamburg und Umgebung
- Hannover und Umgebung
- Die Rheinlande
- Der zoologische Garten in Berlin. Stereoskopengallierie № 1–34. Photographien von Hermann Rückwardt.[6]
- In der Sitzung des Berliner Bezirkes des Deutschen Photographen Verein vom 3. Juli 1868 legte er Bilder aus dem Heiligen Land vor.[7]

Zum Angebot von „Linde & Co“ gehörten Photographien von Gemälden:
- Fanny und ihre Verehrer (Hundeszene). Gem.[älde] v.[on] C.[arl] Arnold 1854, phot. von Stolze & Co, Cabinetf.[ormat].[9]
- [Schlacht bei] Gravelotte am 18. August 1870. Getreu der Pflichte etc. (Der Kaiser mit Gefolge auf dem Schlachtfelde bei einem sterbenden Krieger vorbeireitend.) Gem.[älde] v. C.[arl] Rechlin, photogr. von Stolze & Co. (Cab.[inetformat])[10]
- General Graf Moltke und General von Kameke, Paris den 3. März 1871 (beide zu Pferde recogniscirend). Gem. v. G.[ustav] Mützel, photogr. v. J.[ohann] F.[riedrich] Stiehm.
- Fürst Bismarck-Schönhausen und General Bismarck-Bohlen, Sedan, 2. September 1870 (beide zu Pferde). Gem. v. G. Mützel u. photogr. von Stiehm.
- General von Werder und General von Treskow am 16. Februar 1871 (beide vor Belfort zu Pferde). Gem. v. G. Mützel u. photgr. von Stiehm.
- Die Generäle von Manteuffel u. von Goeben am 25. November 1870 (zu Pferde bei Amiens, Winterlandschaft). Gem. v. G. Mützel u. photgr. von Stiehm.
- Die Generäle von der Tann und von Hartmann, Orléans den 11. Oktober 1870 (galoppierend). Gem. v. G. Mützel und photogr. von Stiehm.

### Nachfolge
Der Kaufmann Carl Schirrmacher hatte die Firma E. Linde & Co (Sophus Williams Nachf.) übernommen. Am 23. Dezember 1904 wurde das Konkursverfahren eröffnet.
Sophus Williams starb an einem Herzschlag und wurde auf dem St. Matthäus-Friedhof in Berlin beerdigt.